# Juan Carlos Almada
Juan Carlos Almada (né le 15 août 1965 à Morón en Argentine) est un footballeur argentin qui évoluait au poste d'attaquant.

## Biographie
Juan Carlos Almada joue en Argentine, au Chili, et en Équateur.
Il dispute 23 matchs en Copa Libertadores, inscrivant 12 buts. Il termine meilleur buteur de cette compétition en 1993, avec neuf buts, en étant battu en finale par le club brésilien du São Paulo FC.
Il se classe meilleur buteur de la deuxième division argentine en 1990, marquant 20 buts avec l'équipe du Defensa y Justicia.

## Palmarès
| Defensa y Justicia - Championnat d'Argentine de deuxième division : - Meilleur buteur : 1989-90 (20 buts). |  | Universidad Católica - Copa Libertadores : - Finaliste : 1993. - Meilleur buteur : 1993 (9 buts). |  | Emelec - Championnat d'Équateur (1) : - Champion : 1994. |